# Girl from Nowhere
Girl from Nowhere (tailandês: เด็กใหม่; RTGS: Dek Mai) (bra: Garota de Fora) é uma telenovela tailandesa antológica de suspense e mistério, desenvolvida em colaboração entre a SOUR Bangkok, Jungka Bangkok e GMM Grammy. A trama acompanha Nanno (Chicha Amatayakul), uma garota misteriosa que se transfere para diferentes escolas e tem o dom de revelar as mentiras, segredos e hipocrisias de todos ao seu redor.
A primeira temporada estreou em 8 de agosto de 2018 no canal tailandês GMM 25 e conta com 13 episódios de cerca de 45 minutos de duração. Em 24 de agosto de 2020, a Netflix anunciou a produção da segunda temporada, que foi gravada na capital tailandesa Bangkok, e lançada mundialmente em 7 de maio de 2021. A série ganhou destaque internacional e chegou ao primeiro lugar entre as produções mais assistidas da Netflix na Tailândia, Vietnã e Filipinas, além de figurar entre os 10 mais assistidos em países como o Brasil. A série foi elogiada pela crítica pelo uso de narrativas não convencionais e por retratar de forma impactante a realidade do ensino médio na sociedade atual.

## Premissa
A trama gira em torno de Nanno, uma garota inteligente, misteriosa e enigmática que se transfere para o ensino médio em diferentes escolas particulares da Tailândia, revelando o lado oculto das pessoas ao seu redor — sejam alunos ou professores. Com uma habilidade incomum de perceber a maldade e a hipocrisia por trás das aparências, ela expõe mentiras, segredos e abusos de poder presentes nas instituições que frequenta. Nanno desaparece de uma escola e surge em outra, mas sua missão permanece: desmascarar comportamentos perversos e punir os culpados por seus crimes e más ações. Embora por vezes minta para provocar reações, ela é revelada como uma entidade imortal e travessa, que manipula situações para mostrar às pessoas as consequências de seus atos. Na segunda temporada, Nanno encontra uma rival à sua altura: Yuri, uma nova figura com uma ideologia voltada para a vingança, que deseja tomar para si o papel de juíza moral deixado por Nanno.

## Elenco
O elenco é constituído por:
- Chicha Amatayakul como Nanno, uma garota misteriosa com poderes sobrenaturais e uma origem enigmática. Nanno serve tanto como guia quanto como punidora para humanos que escondem segredos, praticam atos prejudiciais aos outros e têm desejos egoístas. Nanno é revelada como uma entidade imortal que tem o poder de expor as mentiras e os erros de todos que ela encontra, aplicando a punição apropriada, seja grande ou pequena. Nanno não é nem boa nem má em sua cruzada, pois julga todos igualmente. Embora ela não sinta remorso ao machucar as pessoas, ela só fere aqueles que prejudicaram os outros. No entanto, ela ajuda aqueles que não são inerentemente maus, mas estão perdidos ou tentando melhorar por si mesmos. Nanno prefere tomar seu tempo e planejar como lidar com suas vítimas antes de terminar seus jogos mentais com resultados satisfatórios. O visual de Nanno consiste em seu cabelo curto, estilo chanel com franja, uniforme escolar feminino e sua risada inumana. Ela tem semelhanças com a personagem Tomie Kawakami do mangá de Junji Ito, que foi creditada como inspiração para o papel, segundo Amatayakul.
- Chanya McClory (2ª temporada)[20] como Yuri, a rival de Nanno. No episódio quatro, Yuri originalmente era uma vítima que Nanno tentou ajudar após ser maltratada por duas meninas ricas que chantageavam alunos, incluindo Yuri, com fitas sexuais dela e de outras pessoas sendo estupradas. No entanto, Yuri já havia planejado sua vingança contra as meninas desde seu ataque e, em vez de ouvir o conselho de Nanno, usou Nanno como um sacrifício para seu plano, contratando dois homens para agredir e filmar as meninas, da mesma forma que Yuri foi. O plano de Yuri, no entanto, dá errado quando os homens também a matam para esconder o crime, afogando-a em uma banheira em que Nanno, que estava sangrando, foi colocada. O sangue de Nanno revive Yuri, dando-lhe os mesmos poderes e imortalidade de Nanno. Ao contrário de Nanno, porém, Yuri prefere espalhar caos e fazer com que as vítimas de Nanno sejam mortas por outros usando mentiras e manipulação. Yuri mostra sinais de ser sociopata e não sente remorso por suas ações. O visual de Yuri também é um uniforme escolar feminino tradicional, com seu cabelo preso em um rabo de cavalo com uma fita vermelha.

### 1.ª Temporada
| Episódio 1      | Episódio 1                |
| Personagem      | Elenco                    |
| --------------- | ------------------------- |
| Professor Win   | Thanavate Siriwattanakul  |
| Vaew            | Shinaradee Siriwattanagul |
| Professora Mali | Nijsa Suwannapreksachati  |
| Professor Jib   | Thananon Meesrisong       |
| Diretor         | Phiphob Kamolketsophon    |
| Professor Troe  | Tempoom Moolsup           |
| Mei             | Naerunchara Lertprasert   |
| Ing             | Palita Kitiyodom          |
| Num             | Jiraphat Vongruempibool   |
| Wan             | Janpim Rachawangmuang     |
| Policial        | Saranyu Somsre            |
| Guarda          | Surakij Natho             |

| Episódio 2     | Episódio 2                 |
| Personagem     | Elenco                     |
| -------------- | -------------------------- |
| Hok            | Poompat Iam-samang         |
| I-Tim          | Pajaree Nantarat           |
| Taew           | Thitinan Khlangphet        |
| Hok            | Poompat Iam-samang         |
| Neung          | Nutchapan Paramacharoenroj |
| Chit           | Ratchanon Wasurat          |
| Professor      | Pilasinee Jaroenjitt       |
| Treinador      | Khomkrit Treewimol         |
| Dublê de Nanno | Papichaya Prapatanan       |

| Episódio 3             | Episódio 3               |
| Personagem             | Elenco                   |
| ---------------------- | ------------------------ |
| Mew                    | Chonnikan Netjui         |
| Pui                    | Sornsiri Chawalitworakul |
| Professora Plearn      | Ratchanee Boonyatharokul |
| Diretor                | Sran Tongpan             |
| Pai de Mew             | Chatcharit Wanitpoonphon |
| Mãe de Mew             | Nitthanit Kulwiroj       |
| Garota de outra escola | Darina Boonchu           |
| Anfitrião              | Kantinan Pirat           |
| Guarda                 | Wanchart Sirikham        |
| Juiz                   | Pakamat Khunpao          |
| Juiz                   | Suwaphat Soranan         |
| Juiz                   | Atthaphon She Lee        |
| Gênio da guitarra      | Thanut Aubsantie         |

| Episódio 4     | Episódio 4                  |
| Personagem     | Elenco                      |
| -------------- | --------------------------- |
| Dino           | Natthasit Kotimanswhanich   |
| Pop            | Chatchanan Chantajinda      |
| Tap            | Phakinai Junpiyakul         |
| Whan           | Risa Suzuki                 |
| To             | Thanaphat Waranuphap        |
| Pai de Dino    | Nuttapol Kummata            |
| Mãe de Dino    | Sumontha Suanpholaat        |
| Professora Pum | Arpawee Phurahong Seatapram |

| Episódio 5 | Episódio 5              |
| Personagem | Elenco                  |
| ---------- | ----------------------- |
| Hann       | Tatchapol Thitiapichai  |
| Yui        | Chanicha Boonpanuvichit |
| Jer        | Yossawat Sittiwong      |
| Thun       | Thanawan Ngamphrom      |
| Professor  | Suriyon Saela           |
| Doutor     | Peeradaj Rangsamran     |

| Episódios 6 e 7  | Episódios 6 e 7          |
| Personagem       | Elenco                   |
| ---------------- | ------------------------ |
| Bam              | Morakot Liu              |
| Irmã             | Chidchanok Chumwan       |
| Good             | Pinsuda Saimai           |
| O                | Pradanal Nateprasertkul  |
| Teng             | Pakapol Srirongmuang     |
| Zeladora         | Phanisa Kungsadan        |
| Professor Vinai  | Chaianan Soijumpa        |
| Por              | Chayapat Wiratyosin      |
| Garota acusadora | Mullika Saengsiriphaisai |
| Fah              | Thapanitta Kaewphrom     |
| Cherry           | Bonnie Muanfan Mackay    |
| Top              | Nattapas Samroengruang   |
| Pichit           | Rermthon Kemapech        |

| Episódio 8       | Episódio 8                |
| Personagem       | Elenco                    |
| ---------------- | ------------------------- |
| T.K.             | Ekawat Niratvorapanya     |
| Butler           | Lerwith Sangsith          |
| Diretor          | Chawakorn Phetsaitip      |
| Professor 1      | Preeyasuda Akkarasrisawad |
| Professor 2      | Sutree Chanachai          |
| Dono da loja     | Chalanthorn Menakongka    |
| Pai de T.K.      | Poonpipat Rungruengsiri   |
| Guarda prisional | Chatchai Lekchan          |

| Episódio 9    | Episódio 9                   |
| Personagem    | Elenco                       |
| ------------- | ---------------------------- |
| Professor Tor | Anuchyd Sapanphong           |
| Koh           | Awat Ratanapintha            |
| Suer          | Somjade Theprangsimankul     |
| Sa            | Atchareeya Potipipittanakorn |
| Kaew          | Karntheera Kaosaard          |
| Duang         | Priya Sangkhachinda          |
| Tang          | Chompoopuntip Temtanamongkol |
| Boong         | Kamonporn Kosriyarakwong     |

| Episódio 10    | Episódio 10                     |
| Personagem     | Elenco                          |
| -------------- | ------------------------------- |
| Professora Aum | Claudia Chakrabandhu Na Ayudhya |
| Professora Pim | Rinrada Pornsombutsatien        |
| Professor Fon  | Pantipa Ubonsan                 |
| Professor Man  | Suchet Rattanon                 |
| Diretor        | Soontorn Meesri                 |
| Professor Kwan | Suthakorn Srisawas              |
| Professor Jade | Thanisorn Mungkronbunmasak      |
| Chin           | Chisanupong Sakunnanthiphat     |
| Ball           | Pisarnsin Korsanan              |
| Caixa          | Thanissara Lappatharanon        |

| Episódio 11      | Episódio 11               |
| Personagem       | Elenco                    |
| ---------------- | ------------------------- |
| Diretora         | Piyathida Mirtheeroj      |
| Ying             | Apasiri Kittithanon       |
| Gade             | Punyapa Srathdatip        |
| Cherry           | Ployyukhon Rojjanatrakul  |
| Lilly            | Patamaporn Jantawong      |
| Chompoo (antes)  | Sirada Hathaiwuttipong    |
| Chompoo (depois) | Penpitcha Chaiyasert      |
| Jane             | Ratdaporn Cheung          |
| Kim              | Supawadee Pitakworarat    |
| Fah              | Tanyarath Wongsavat       |
| Um               | Thanisorn Jirawatthnaphan |
| Wi               | Chayathanus Saradatta     |
| New              | Tisha Wongpimonporn       |

| Episódios 12 e 13 | Episódios 12 e 13       |
| Personagem        | Elenco                  |
| ----------------- | ----------------------- |
| Thap              | Kunchanuj Kengkarnka    |
| Fong              | Nutnicha Luanganunkun   |
| Chai              | Khitchaphoom Thanarphat |
| Bell              | Suapavee Palisriroj     |
| Proud             | Thitichaya Chiwpreecha  |
| Doutor Kai        | Atikhun Adulpocatorn    |
| Meng              | Nath Owarang            |
| Wit               | Kongkid Visessiri       |
| Shorty            | Chettapat Kueankaeo     |

### 2.ª Temporada
| Episódio 1     | Episódio 1              |
| Personagem     | Elenco                  |
| -------------- | ----------------------- |
| Nanai          | Teeradon Supapunpinyo   |
| Petch          | Theerarat Wongchuen     |
| Jeng           | Sadanon Durongkaveroj   |
| Lookmhee       | Karnpicha Pongpanit     |
| Pin            | Apiradee Phantusintu    |
| Fotógrafo      | Nautthakan Banyarn      |
| Professor Muay | Jirah Krittayapong      |
| Pai de Nanai   | Prapon Sahavongcharoen  |
| Mãe de Nanai   | Kaneugnooch Choodornwai |

| Episódio 2                       | Episódio 2                 |
| Personagem                       | Elenco                     |
| -------------------------------- | -------------------------- |
| Professora Nareumon Trisiriwimol | Penpak Sirikul             |
| Professora Linda                 | Natda Chawawanid           |
| Diretor                          | Surapol Poonpiriya         |
| Nareumon (Adolescente)           | Orranat Meeklai            |
| Ruethai (Adolescente)            | Jarusri Sukrajun           |
| Punjan                           | Theerameth Pheerabawornsuk |
| Namneung                         | Jinjutha Korkitthavron     |

| Episódio 3    | Episódio 3           |
| Personagem    | Elenco               |
| ------------- | -------------------- |
| Minnie        | Patricia Good        |
| Pai de Minnie | Sahajak Boonthanakit |
| Pai de Ploen  | Adisak Treesirikasem |
| Mãe de Ploen  | Pijika Jittaputta    |

| Episódio 4 | Episódio 4              |
| Personagem | Elenco                  |
| ---------- | ----------------------- |
| Nana       | Thasorn Klinnium        |
| Tubtim     | Apichaya Phanichtrakool |
| Meen       | Jidapa Sae-eiab         |

| Episódio 5 | Episódio 5            |
| Personagem | Elenco                |
| ---------- | --------------------- |
| Kaye/K     | Bhumibhat Thavornsiri |
| Diretor    | Chalee Immak          |

| Episódio 6   | Episódio 6              |
| Personagem   | Elenco                  |
| ------------ | ----------------------- |
| Professora A | Patharawarin Timkul     |
| Professora B | Chutima Teepanat        |
| Diretora     | Vutichai Srisantiroj    |
| Mie          | Sujitra Hemhiran        |
| Jelly        | Phromporn Phrommapirom  |
| New          | Ratchanon Aungsirisawat |

| Episódio 7    | Episódio 7             |
| Personagem    | Elenco                 |
| ------------- | ---------------------- |
| Jane (JennyX) | Phantira Pipityakorn   |
| Pai de JennyX | Supoj Pongpancharoen   |
| Mãe de JennyX | Nipawan Taweepornsawon |

| Episódio 8      | Episódio 8     |
| Personagem      | Elenco         |
| --------------- | -------------- |
| Professora Waan | Yarinda Bunnag |
| Junko           | Ploy Sornarin  |

## Episódios

### Resumo
| Temporada | Temporada | Episódios | Episódios | Originalmente lançado | Originalmente lançado | Originalmente lançado |
| Temporada | Temporada | Episódios | Episódios | Estreia da temporada  | Final da temporada    | Emissora              |
| --------- | --------- | --------- | --------- | --------------------- | --------------------- | --------------------- |
|           | 1         | 13        | 13        | 8 de agosto de 2018   | 31 de outubro de 2018 | GMM 25                |
|           | 2         | 8         | 8         | 7 de maio de 2021     | 7 de maio de 2021     | Netflix               |

### 1.ª Temporada (2018)
Cada episódio consiste em histórias individuais e na aparição de Nanno em diferentes escolas.
| N.º na série | N.º na temp. | Título                                                                       | Dirigido por                  | Exibição original      |
| --- | ------------ | ---------------------------------------------------------------------------- | ----------------------------- | ---------------------- |
| 1 | 1            | "The Ugly Truth" "Verdade nua e crua" (BR)                                   | Pairach Khumwan               | 8 de agosto de 2018    |
| Após ser transferida para uma escola considerada perfeita, a enigmática Nanno aos poucos revela a verdade nua e crua ao seu redor.                                        |              |                                                                              |                               |                        |
| 2 | 2            | "ขอโทษ ขอโทษ" "Apologies" "Pedido de desculpas" (BR)                         | Sitisiri Mongkholsiri         | 15 de agosto de 2018   |
| Os garotos querem se aproveitar de Nanno e as garotas são invejosas e cruéis. Eles tentarão destruí-la, mas Nanno está sempre um passo à frente.                          |              |                                                                              |                               |                        |
| 3 | 3            | "อัจฉริยะ" "Trophy" "Troféu" (BR)                                              | Apiwat Supateerapong          | 22 de agosto de 2018   |
| Cercada de supostos gênios, Mew se sente estúpida e invisível na escola -- até Nanno mostrar a ela um atalho para o sucesso.                                              |              |                                                                              |                               |                        |
| 4 | 4            | "Hi-So" "O que o dinheiro não compra?" (BR)                                  | Khomkrit Treewimol            | 29 de agosto de 2018   |
| Até entre os colegas podres de ricos, Dino se destaca. Mas ele guarda um segredo que Nanno pode ajudar a ocultar -- desde que ele pague o preço.                          |              |                                                                              |                               |                        |
| 5 | 5            | "ความรักในโลกโซเชียล" "Social Love" "Amor nas redes sociais" (BR)              | T-Thawat Taifayongvichit      | 5 de setembro de 2018  |
| Hann tem uma namorada. Mas ele só se torna a sensação da mídia social quando, por engano, é associado a Nanno, o que ele curte muito.                                     |              |                                                                              |                               |                        |
| 6 | 6            | "Wonderwall ตอนที่ 1" "Wonderwall, Part 1" "Parede enfeitiçada - Parte 1" (BR) | Jatuphong Rungrueangdechaphat | 12 de setembro de 2018 |
| A gestora do time de futebol da escola fica com inveja quando Nanno se torna a nova gestora e seu ressentimento começa a se manifestar de formas bem estranhas.           |              |                                                                              |                               |                        |
| 7 | 7            | "Wonderwall ตอนที่ 2" "Wonderwall, Part 2" "Parede enfeitiçada - Parte 2" (BR) | Jatuphong Rungrueangdechaphat | 19 de setembro de 2018 |
| Os alunos descobrem o segredo da parede do banheiro e começam a usá-lo por vingança. Bam se arrepende do que começou, mas talvez seja tarde demais.                       |              |                                                                              |                               |                        |
| 8 | 8            | "Lost & Found" "Achados e perdidos" (BR)                                     | Sivawut Sewatanon             | 26 de setembro de 2018 |
| TK não consegue parar de roubar, e sua nova amiga Nanno o incentiva a continuar. Mas por trás desse problema, há um garoto solitário que sente falta do pai.              |              |                                                                              |                               |                        |
| 9 | 9            | "กับดัก" "Trap" "Armadilha" (BR)                                               | Jatuphong Rungrueangdechaphat | 3 de outubro de 2018   |
| Ao se esconderem de um assassino em fuga que aterroriza a escola, um grupo de alunos e seu professor começam a se voltar uns contra os outros.                            |              |                                                                              |                               |                        |
| 10 | 10           | "ขอบคุณค่ะ คุณครู" "Thank You Teacher" "Obrigada, professora" (BR)               | Varayu Rukskul                | 10 de outubro de 2018  |
| A Sra. Aum recebe ordens do diretor da escola para mudar seu estilo rígido de ensinar. Mas o passado a tornou uma pessoa tensa.                                           |              |                                                                              |                               |                        |
| 11 | 11           | "The Rank" "Ranking das 10 mais" (BR)                                        | Chai-A-Nan Soijumpa           | 17 de outubro de 2018  |
| Em uma escola em que as alunas são julgadas pela beleza, Ying fica arrasada quando Nanno é considerada mais bonita que ela e isso leva a competição a extremos.           |              |                                                                              |                               |                        |
| 12 | 12           | "เลี้ยงรุ่น ตอนที่ 1" "BFF, Part 1" "BFF - Parte 1" (BR)                           | Khomkrit Treewimol            | 24 de outubro de 2018  |
| Ao recordar o passado em uma reunião escolar, ex-alunos se lembram de uma garota estranha que eles chamavam de "Nanno, a maluca" e que fez parte da turma por uns tempos. |              |                                                                              |                               |                        |
| 13 | 13           | "เลี้ยงรุ่น ตอนที่ 2" "BFF, Part 2" "BFF - Parte 2" (BR)                           | Khomkrit Treewimol            | 31 de outubro de 2018  |
| A verdade sobre o que aconteceu na escola é revelada. Ninguém é inocente, e Nanno garante que não haverá final feliz.                                                     |              |                                                                              |                               |                        |

### 2.ª Temporada (2021)
Nanno é acompanhada por uma estudante chamada Yuri, que se torna imortal após conhecer Nanno.
| N.º na série | N.º na temp. | Título                                                                  | Dirigido por                             | Lançamento        |
| --- | ------------ | ----------------------------------------------------------------------- | ---------------------------------------- | ----------------- |
| 14 | 1            | "นักล่าแต้ม" "Pregnant" "Gravidez" (BR)                                    | Pairach Khumwan                          | 7 de maio de 2021 |
| Nanai é um garoto popular na escola que tem o péssimo hábito de engravidar as garotas, até que Nanno decide fazê-lo provar do próprio remédio. |              |                                                                         |                                          |                   |
| 15 | 2            | "True Love" "Amor verdadeiro" (BR)                                      | Khomkrit Treewimol                       | 7 de maio de 2021 |
| Depois que uma escola de elite só para meninas começa a aceitar meninos, Nanno se revolta contra as regras que desestimulam a interação entre eles. |              |                                                                         |                                          |                   |
| 16 | 3            | "มินนี่ 4 ศพ" "Minnie and the Four Bodies" "Minnie e as quatro almas" (BR) | Pairach Khumwan                          | 7 de maio de 2021 |
| Minnie é a abelha rainha da sua escola, aparentemente intocável. Seu comportamento irresponsável, incluindo dirigir bêbada, causa a morte de quatro de seus colegas de classe, mas seus pais a protegem das consequências. No entanto, mais tarde, enquanto ela está com seus pais no carro, os freios falham e eles sofrem um acidente. Minnie se vê brutalmente ferida e morta várias vezes por seus colegas de escola, pelos pais das vítimas e até mesmo por seus próprios pais; uma morte para cada vida que ela tirou. Na quarta vez, ela ainda se recusa a pedir desculpas e acaba pulando da sacada para sua morte. |              |                                                                         |                                          |                   |
| 17 | 4            | "กำเนิดยูริ" "Yuri" "Yuri" (BR)                                            | Sitisiri Mongkholsiri                    | 7 de maio de 2021 |
| Nanno tenta ajudar uma aluna pobre chamada Yuri a se vingar das colegas ricas que a tratam como criada, mas talvez Nanno tenha encontrado alguém à altura. |              |                                                                         |                                          |                   |
| 18 | 5            | "รับน้อง" "SOTUS" "SOTEU" (BR)                                            | Khomkrit Treewimol                       | 7 de maio de 2021 |
| Ao pregar um trote em um grupo de alunos mais novos, um veterano vai longe demais. Agora, é a vez de Nanno retribuir. |              |                                                                         |                                          |                   |
| 19 | 6            | "ห้องสำนึกตน" "Liberation" "Libertação" (BR)                              | Paween Purijitpanya & Surawut Tungkharak | 7 de maio de 2021 |
| Em Pantanawittaya, os alunos precisam seguir as regras estabelecidas rigorosamente, mas Nanno gosta mesmo é de violar as normas. |              |                                                                         |                                          |                   |
| 20 | 7            | "JennyX"                                                                | Jatuphong Rungrueangdechaphat            | 7 de maio de 2021 |
| Jane, uma famosa live streamer conhecida como JennyX, começa a se cansar de sua persona online e de seus pais, que parecem se importar apenas com sua fama. Nanno se aproxima dela, garantindo que há uma maneira de viver como uma pessoa normal. Juntas, elas encenam a morte de Jane durante uma transmissão ao vivo. Jane se reinventa para aproveitar sua liberdade recém-descoberta, mas logo percebe que quer voltar à sua antiga vida. Yuri envia uma dica anônima à imprensa sugerindo que Jane possa ter fingido sua morte e faz Jane acreditar que Nanno foi a responsável pela informação. Ela diz a Jane que a única maneira de recuperar sua vida é matando Nanno. Sabendo da participação de Yuri na situação, Nanno força Jane a matá-la. Jane então vai ao ar e finge que Nanno a sequestrou e torturou, mas descobre que Nanno havia roubado sua vida e agora era JennyX. Sem ninguém acreditando nela, ela foge. Enquanto isso, Yuri percebe que os ferimentos de Nanno não estão se curando e que ela está se tornando mortal. |              |                                                                         |                                          |                   |
| 21 | 8            | "อวสานแนนโนะ" "The Judgement" "O julgamento" (BR)                       | Khomkrit Treewimol                       | 7 de maio de 2021 |
| Junko é uma estudante que sofre de hemofilia e se desloca pela escola usando uma cadeira de rodas. A professora Waan, sua mãe que trabalha na enfermaria da escola, sempre cuida dela quando se machuca. Nanno descobre que a professora Waan recebe doações financeiras pela doença de Junko e nota que vários alunos e professores estão desaparecendo na escola. Quando ela se infiltra na casa delas, vê um dos alunos desaparecidos enterrado em uma caixa que a professora Waan usa para armazenar terra. Nanno confronta a professora Waan sobre isso e revela que sabe que o remédio dado a Junko é feito para mantê-la doente. A professora Waan confessa que foi Junko quem matou todos os desaparecidos, em vingança pelos anos de bullying que sofreu na escola. Temendo pelo futuro de Junko, ela enterrou os corpos e começou a dar remédios que a incapacitam para evitar que ela mate mais pessoas. Isso leva Nanno a questionar se punir a professora Waan é a coisa certa a fazer. Então é revelado que Yuri tem trocado os remédios de Junko e que ela pode andar sozinha. Junko, furiosa com sua mãe, tenta esfaquear a professora Waan, mas é parada por Nanno. A professora Waan então esfaqueia Nanno várias vezes em um acesso de raiva, antes de ser morta por Junko. Com Nanno morta, Yuri se despede dela e dá a Junko seu sangue para torná-la imortal. Enquanto Yuri e Junko saem, um estudante, presumivelmente Nanno, observa elas do telhado. |              |                                                                         |                                          |                   |

## Produção

### Criação e desenvolvimento
No final de 2016, a GMM Grammy se uniu à agência de publicidade tailandesa SOUR Bangkok para criar Girl from Nowhere. Entre as três propostas para a nova série, foi escolhida a ideia de Damisa Ongsiriwattana (fundadora da SOUR Bangkok e publicitária): "Girl from Nowhere é a história de algumas garotas que vão à escola". O conceito surgiu do gosto de Ongsiriwattana por animes, o que a inspirou a criar uma série que combinasse suspense com elementos de fantasia. Ela declarou que, até então, não existia nenhuma produção com essas características na televisão tailandesa. O jornal tailandês The Momentum classificou a série como "uma novidade na indústria do entretenimento tailandês".
A equipe da série se inspirou no formato de Black Mirror, no qual cada episódio é independente, mas Ongsiriwattana decidiu contar a história a partir da perspectiva de uma mulher. A trama foi baseada em um caso real de uma estudante do ensino médio que foi vítima de "zombarias, intimidação e até estupro". Segundo o jornal tailandês The Standard, essa estudante não reagiu, e é por isso que, na série, a protagonista se vinga de quem a maltrata — como uma forma de lutar pelas mulheres. Paralelamente, todos os episódios têm como base o movimento Me Too, já que, de acordo com Chicha Amatayakul, a história promove a ideia de que mulheres abusadas não devem sentir vergonha; o culpado é sempre o agressor, seja ele abusador sexual ou assediador.

### Distribuição
A primeira temporada de Girl from Nowhere estreou na Tailândia em 8 de agosto de 2018, no canal GMM 25. Posteriormente, foi lançada na Netflix em 27 de outubro de 2018. Inicialmente, a equipe da série precisou encurtar e reeditar os episódios para a plataforma, modificando levemente o conteúdo de algumas cenas para não ferir a sensibilidade do público. Por isso, a narrativa apresentada era diferente da versão original tailandesa. No entanto, para o lançamento global, a Netflix optou por disponibilizar os episódios na íntegra e sem censura, já que a série alcançou o primeiro lugar de audiência no GMM 25 na Tailândia. Em países como o Reino Unido, a produção recebeu classificação indicativa para maiores de 18 anos devido a cenas de "violência sexual, violência intensa e imagens sangrentas". A segunda temporada foi lançada em 7 de maio de 2021.

### Temas
A série explora diversos temas relacionados aos problemas enfrentados por estudantes, abordando questões como o bullying escolar, o assédio contra mulheres, a imposição de padrões de beleza e o abuso de poder, com o objetivo de mostrar como o sistema escolar pode ser corrompido. Damisa Ongsiriwattana, diretora criativa executiva, afirma que grande parte do público feminino compartilhou suas histórias de assédio na página oficial da série no Facebook. Isso fez com que outros seguidores passassem a oferecer apoio e conselhos a essas vítimas. Ongsiriwattana ressalta que, embora a série contenha cenas de violência, isso não significa que ela glorifique a violência, e conclui dizendo que "ser vítima não é o destino das mulheres". A produção também aborda outras questões ligadas às inseguranças dos adolescentes, como o desejo de se encaixar na escola, o poder econômico e a desigualdade entre ricos e pobres, a busca pelo sucesso, o medo do fracasso escolar, o uso das redes sociais e até mesmo o comportamento de fãs radicais, entre outros temas.

## Concepção e estrutura
As tramas dos episódios são inspiradas em notícias reais envolvendo meninas em idade escolar que foram vítimas de algum tipo de violência ou abuso, mas com a intenção de mostrar como essas vítimas acabam se tornando vencedoras. Por exemplo, o episódio "Minnie and the Four Bodies" foi baseado em um caso em que uma estudante bateu seu carro contra uma van universitária, matando quatro pessoas, e escapou das consequências devido às influências da família rica. O episódio "SOTUS" também foi inspirado em um caso real, em que um veterano puniu um calouro por não seguir regras de um trote estudantil, levando a um homicídio.
Amatayakul, a protagonista, usou Tomie, um mangá de terror japonês que apresenta uma mulher com características de súcubo, como referência para a série. Dias antes de fazer o teste para o papel de Yuri, Chanya McClory havia acabado de iniciar sua recuperação após uma cirurgia para a remoção de um tumor cerebral. Sua determinação em conseguir o papel conquistou a equipe de elenco e a inspirou a dar força à sua personagem.

## Lançamento
A primeira temporada foi lançada em 8 de agosto de 2018 no canal GMM 25. Também chegou à Netflix em 31 de outubro de 2018.
Em 19 de abril de 2021, foi divulgado o trailer da segunda temporada. A segunda temporada conta com 8 episódios e foi lançada na Netflix em 7 de maio de 2021.

## Prêmios e indicações
| Cerimônia              | Ano  | Prêmio                             | Recipiente                            | Resultado | Ref    |
| ---------------------- | ---- | ---------------------------------- | ------------------------------------- | --------- | ------ |
| 3º Asia Contents Award | 2021 | Melhor Criatividade                | Girl from Nowhere (segunda temporada) | Indicado  | [ 42 ] |
| 3º Asia Contents Award | 2021 | Melhor OTT Original                | Girl from Nowhere (segunda temporada) | Indicado  | [ 42 ] |
| 3º Asia Contents Award | 2021 | Melhor Série de Televisão Asiática | Girl from Nowhere (segunda temporada) | Venceu    | [ 43 ] |